# Cladosporium indicum
Cladosporium indicum är en svampart som beskrevs av J.N. Rai, J.P. Tewari & Mukerji 1969. Cladosporium indicum ingår i släktet Cladosporium och familjen Davidiellaceae.   Inga underarter finns listade i Catalogue of Life.